# Psilocerea penicillata
Psilocerea penicillata là một loài bướm đêm trong họ Geometridae.